# أمبروز برايس
أمبروز برايس هو مصمم ديكور ‏ كندي، ولد في 8 فبراير 1984 في Fortune, Newfoundland and Labrador ‏ في كندا.